# Coenosia verralli
Coenosia verralli är en tvåvingeart som beskrevs av Collin 1953. Coenosia verralli ingår i släktet Coenosia och familjen husflugor. Arten är reproducerande i Sverige. Inga underarter finns listade i Catalogue of Life.